# (247652) Hajossy
(247652) Hajossy est un astéroïde de la ceinture principale.

## Description
(247652) Hajossy est un astéroïde de la ceinture principale. Il fut découvert le 26 novembre 2002 à l'Observatoire Palomar par le programme NEAT. Il présente une orbite caractérisée par un demi-grand axe de 2,64 UA, une excentricité de 0,17 et une inclinaison de 9,9° par rapport à l'écliptique.

## Compléments